# Hallund (plaats)
Hallund (lokale uitspraak: Halli) is een plaats in de Deense regio Noord-Jutland, gemeente Brønderslev. De plaats telt 308 inwoners (2019).
De kerk van Hallund stamt uit de 12e eeuw. In 1682 bestond het dorp uit veertien boerderijen en drie woonhuizen. Rond 1900 werd Hallund omschreven als een dorp met onder andere een kerk, school, apotheek, arts, buurthuis, herberg en zuivelcoöperatie. Ook waren er enkele winkels. In 1916 telde Hallund 106 inwoners. Het inwoneraantal steeg in de 20e eeuw en bereikte in 1965 het aantal van 318. 
Hallund was oorspronkelijk het centrale dorp voor de buurtschappen Søndersig, Nymark, Kølskegaard en Røgelhede. Uiteindelijk raakte Hallund deze functie kwijt. In 1924 miste Hallund de kans op een halte langs de spoorlijn van Vodskov naar Østervrå: de halte werd geopend in het oostelijker gelegen Røgelhede.